# Лауреаты Премии Правительства Российской Федерации в области образования (2012)
 Лауреаты Премии Правительства Российской Федерации в области образования 2012 года — перечень награждённых правительственной наградой Российской Федерации, присужденной за достижения в образовательной деятельности. Среди 155 лауреатов — авторы монографий, разработчики учебно-методических пособий в разных областях образования, создатели учебных программ для системы высшего профессионального и общего образования.
Лауреаты определены Распоряжением Правительства РФ 15 ноября 2012 года № 2111-р на основании решения межведомственного совета по присуждению премий Правительства в области образования.

## О Премии
Постановлением Правительства Российской Федерации от 26 августа 2004 года № 440 «О премиях Правительства Российской Федерации в области образования» в целях развития педагогической науки, инновационных процессов в образовательной практике, создания эффективных технологий обучения учреждены 20 ежегодных премий Правительства Российской Федерации в области образования в размере 1 млн рублей каждая.

## Лауреаты и другая информация
1. Минзарипову Риязу Гатаулловичу, доктору социологических наук, профессору, проректору федерального государственного автономного образовательного учреждения высшего профессионального образования «Казанский (Приволжский) федеральный университет», Попову Леониду Михайловичу, Прохорову Александру Октябриновичу, докторам психологических наук, заведующим кафедрами, Щелкунову Михаилу Дмитриевичу, доктору философских наук, декану факультета, профессорам, — работникам того же учреждения, — за цикл трудов «Методология и инновационные технологии социально-психологического обеспечения высшего профессионального образования».
2. Сырямкину Владимиру Ивановичу, доктору технических наук, профессору федерального государственного бюджетного образовательного учреждения высшего профессионального образования «Национальный исследовательский Томский государственный университет»; Хорошевскому Виктору Гавриловичу (посмертно), доктору технических наук, профессору, члену-корреспонденту Российской академии наук, директору центра федерального государственного образовательного бюджетного учреждения высшего профессионального образования «Сибирский государственный университет телекоммуникаций и информатики», Курносову Михаилу Георгиевичу, Мамойленко Сергею Николаевичу, кандидатам технических наук, доцентам, — работникам того же учреждения; Асееву Александру Леонидовичу, доктору физико-математических наук, академику Российской академии наук, директору федерального государственного бюджетного учреждения науки Института физики полупроводников им. А. В. Ржанова Сибирского отделения Российской академии наук, Неизвестному Игорю Георгиевичу, доктору физико-математических наук, профессору, члену-корреспонденту Российской академии наук, руководителю отдела, — работнику того же учреждения; Жуку Дмитрию Михайловичу, Ревункову Георгию Ивановичу, кандидатам технических наук, доцентам федерального государственного бюджетного образовательного учреждения высшего профессионального образования «Московский государственный технический университет имени Н. Э. Баумана»; Куприянову Михаилу Степановичу, доктору технических наук, профессору, декану факультета федерального государственного бюджетного образовательного учреждения высшего профессионального образования «Санкт-Петербургский государственный электротехнический университет „ЛЭТИ“ им. В. И. Ульянова (Ленина)», — за научно-практическую разработку «Научное, учебное и учебно-методическое обеспечение подготовки высококвалифицированных специалистов в области распределенных вычислительных технологий».
3. Фокину Алексею Дмитриевичу, доктору биологических наук, профессору федерального государственного бюджетного образовательного учреждения высшего профессионального образования «Российский государственный аграрный университет — МСХА имени К. А. Тимирязева», Глазко Валерию Ивановичу, доктору сельскохозяйственных наук, академику Российской академии сельскохозяйственных наук, Лурье Александру Александровичу, Торшину Сергею Порфирьевичу, заведующему кафедрой, докторам биологических наук, профессорам, — работникам того же учреждения; Лысенко Николаю Петровичу,
доктору биологических наук, профессору, заведующему кафедрой федерального государственного бюджетного образовательного учреждения высшего профессионального образования «Московская государственная академия ветеринарной медицины и биотехнологии имени К. И. Скрябина», Паку Василию Васильевичу, доктору биологических наук, профессору, — работнику того же учреждения, — за цикл трудов «Сельскохозяйственная радиоэкология: достижения и проблемы в области образования и научных исследований, охрана и защита окружающей среды при радиационном воздействии».
4. Носкину Леониду Алексеевичу, доктору биологических наук, профессору, заведующему лабораторией федерального государственного бюджетного учреждения «Петербургский институт ядерной физики им. Б. П. Константинова»; Курнешовой Ларисе Евгеньевне, доктору педагогических наук, члену-корреспонденту Российской академии образования, проректору государственного автономного образовательного учреждения высшего профессионального образования города Москвы «Московский институт открытого образования», Клоковой Татьяне Игоревне, кандидату педагогических наук, начальнику отдела, Носкину Валентину Алексеевичу, доктору физико-математических наук, профессору, проректору, — работникам того же учреждения; Карганову Михаилу Юрьевичу, доктору биологических наук, профессору, заведующему лабораторией федерального государственного бюджетного учреждения «Научно-исследовательский институт общей патологии и патофизиологии» Российской академии медицинских наук; Булин-Соколовой Елене Игоревне, доктору педагогических наук, директору государственного бюджетного учреждения города Москвы Центра информационных технологий и учебного оборудования; Гусарской Татьяне Ивановне, директору государственного бюджетного образовательного учреждения города Москвы Центра образования «Школа здоровья» № 628; Боголюбовой Надежде Георгиевне, кандидату философских наук, профессору федерального государственного бюджетного образовательного учреждения высшего профессионального образования «МАТИ — Российский государственный технологический университет имени К. Э. Циолковского»; Духаниной Любови Николаевне, доктору педагогических наук, директору автономной некоммерческой организации средней общеобразовательной частной школы «Наследник»; Вишнякову Юрию Саввичу, доктору технических наук, начальнику отдела Президиума Российской академии наук, — за создание научно-практической разработки «Система сохранения и укрепления здоровья и оптимизации учебной нагрузки учащихся общеобразовательного учреждения на основе комплексной объективной оценки физиологического баланса организма».
5. Алёхину Игорю Алексеевичу, доктору педагогических наук, профессору, члену-корреспонденту Российской академии образования, заведующему кафедрой федерального государственного бюджетного военного образовательного учреждения высшего профессионального образования «Военный университет» Министерства обороны Российской Федерации; Лельчицкому Игорю Давыдовичу, доктору педагогических наук, профессору, заведующему кафедрой федерального государственного бюджетного образовательного учреждения высшего профессионального образования «Тверской государственный университет»; Патову Николаю Александровичу, доктору педагогических наук, профессору, академику Российской академии образования, директору филиала негосударственного образовательного учреждения высшего профессионального образования «Московский психолого-социальный университет» в г. Брянске, — за цикл научно-теоретических работ, посвященных проблемам формирования духовно-нравственного мировоззрения растущего человека.
6. Сахарову Андрею Николаевичу, доктору исторических наук, профессору, члену-корреспонденту Российской академии наук, советнику Российской академии наук; Ауровой Надежде Николаевне, кандидату исторических наук, старшему научному сотруднику федерального государственного бюджетного учреждения науки Института российской истории Российской академии наук; Рудакову Константину Владимировичу, доктору физико-математических наук, члену-корреспонденту Российской академии наук, заведующему отделом федерального государственного бюджетного учреждения науки «Вычислительный центр им. А. А. Дородницына» Российской академии наук; Сорокину Дмитрию Евгеньевичу, доктору экономических наук, профессору, члену-корреспонденту Российской академии наук, заместителю директора федерального государственного бюджетного учреждения науки «Институт экономики» Российской академии наук; Касимову Николаю Сергеевичу, доктору географических наук, профессору, академику Российской академии наук, декану географического факультета федерального государственного бюджетного образовательного учреждения высшего профессионального образования «Московский государственный университет имени М. В. Ломоносова», Ткачуку Всеволоду Арсеньевичу, доктору биологических наук, профессору, академику Российской академии наук, академику Российской академии медицинских наук, декану факультета фундаментальной медицины, — работнику того же учреждения; Сидоренко Сергею Викторовичу, доктору экономических наук, начальнику отдела Президиума Российской академии наук; Макаровой Ольге Геннадьевне, генеральному директору общества с ограниченной ответственностью «Локус-Пресс»; Васильеву Виктору Анатольевичу, доктору физико-математических наук, академику Российской академии наук, главному научному сотруднику федерального государственного бюджетного учреждения науки Математического института им. В. А. Стеклова Российской академии наук, — за работу «Система анализа и оценки научного содержания учебников для средней школы».
7. Ющуку Николаю Дмитриевичу, доктору медицинских наук, профессору, академику Российской академии медицинских наук, заведующему кафедрой государственного бюджетного образовательного учреждения высшего профессионального образования «Московский государственный медико-стоматологический университет имени А. И. Евдокимова» Министерства здравоохранения Российской Федерации, Венгерову Юрию Яковлевичу, Знойко Ольге Олеговне, Климовой Елене Анатольевне, Мартынову Юрию Васильевичу, докторам медицинских наук, профессорам, Максимову Семену Леонидовичу, доктору медицинских наук, Кареткиной Галине Николаевне, Кулагиной Маргарите Георгиевне, кандидатам медицинских наук, доцентам, Матвеевой Светлане Михайловне, кандидату медицинских наук, старшему научному сотруднику, — работникам того же учреждения; Ахмедову Джалалутдину Расуловичу, доктору медицинских наук, профессору, заведующему кафедрой государственного бюджетного образовательного учреждения высшего профессионального образования «Дагестанская государственная медицинская академия» Министерства здравоохранения Российской Федерации, — за цикл трудов "Учебно-методическое обеспечение непрерывного образовательного процесса по подготовке медицинских кадров по специальности «Инфекционные болезни».
8. Черешневу Валерию Александровичу, доктору медицинских наук, профессору, академику Российской академии наук, академику Российской академии медицинских наук, председателю Комитета Государственной Думы по науке и наукоемким технологиям; Гавриловой Татьяне Валерьевне, доктору медицинских наук, профессору, заведующей кафедрой государственного бюджетного образовательного учреждения высшего профессионального образования «Пермская государственная медицинская академия имени академика Е. А. Вагнера» Министерства здравоохранения Российской Федерации; Земскову Андрею Михайловичу, доктору медицинских наук, профессору, заведующему кафедрой государственного бюджетного образовательного учреждения высшего профессионального образования «Воронежская государственная медицинская академия имени Н. Н. Бурденко» Министерства здравоохранения Российской Федерации; Земскову Владимиру Михайловичу, доктору медицинских наук, профессору, главному научному сотруднику федерального государственного бюджетного учреждения «Институт хирургии имени А. В. Вишневского» Министерства здравоохранения Российской Федерации; Караулову Александру Викторовичу, доктору медицинских наук, профессору, члену-корреспонденту Российской академии медицинских наук, заведующему кафедрой государственного бюджетного образовательного учреждения высшего профессионального образования Первый Московский государственный медицинский университет имени И. М. Сеченова Министерства здравоохранения Российской Федерации; Козлову Владимиру Александровичу, доктору медицинских наук, профессору, академику Российской академии медицинских наук, директору федерального государственного бюджетного учреждения «Научно-исследовательский институт клинической иммунологии» Сибирского отделения Российской академии медицинских наук; Черешневой Маргарите Владимировне, доктору медицинских наук, профессору, главному научному сотруднику федерального государственного бюджетного учреждения науки Института иммунологии и физиологии Уральского отделения Российской академии наук, Юшкову Борису Германовичу, доктору медицинских наук, профессору, заместителю директора, — работнику того же учреждения; Шмагелю Константину Владимировичу, доктору медицинских наук, заместителю директора федерального государственного бюджетного учреждения науки Института экологии и генетики микроорганизмов Уральского отделения Российской академии наук, Шилову Юрию Ивановичу, кандидату медицинских наук, доценту, ведущему научному сотруднику, — работнику того же учреждения, — за работу «Создание и внедрение учебных и научно-практических изданий по иммунологии в систему высшего образования Российской Федерации».
9. Кикотю Владимиру Яковлевичу, доктору юридических наук, доктору педагогических наук, профессору федерального государственного казенного образовательного учреждения высшего профессионального образования «Московский университет Министерства внутренних дел Российской Федерации», Румянцеву Николаю Викторовичу, кандидату юридических наук, — начальнику того же учреждения; Акоповой
Марии Алексеевне, доктору педагогических наук, профессору,
члену-корреспонденту Российской академии образования, декану
факультета федерального государственного бюджетного образовательного учреждения высшего профессионального образования «Санкт-Петербургский государственный политехнический университет», Алмазовой Надежде Ивановне, доктору педагогических наук, профессору, заведующей кафедрой, — работнику того же учреждения; Акуловой Ольге Владимировне, доктору педагогических наук, профессору, начальнику управления федерального государственного бюджетного образовательного учреждения высшего профессионального образования «Российский государственный педагогический университет им. А. И. Герцена», Баевой Ирине Александровне, доктору психологических наук, Тряпицыной Алле Прокофьевне, членам-корреспондентам Российской академии образования, Писаревой Светлане Анатольевне, заведующей кафедрой, докторам педагогических наук, профессорам, — работникам того же учреждения; Балыхиной Татьяне Михайловне, доктору педагогических наук, профессору, декану факультета федерального государственного бюджетного образовательного учреждения высшего профессионального образования «Российский университет дружбы народов»; Карповой Галине Алексеевне, доктору экономических наук, профессору, заведующей кафедрой федерального государственного бюджетного образовательного учреждения высшего профессионального образования «Санкт-Петербургский государственный университет экономики и финансов», -
за цикл трудов «Инновационные технологии подготовки научных кадров».
10. Ветрову Юрию Павловичу, доктору педагогических наук, профессору, декану факультета федерального государственного бюджетного образовательного учреждения высшего профессионального образования «Северо-Кавказский государственный технический университет», Клушиной Надежде Павловне, доктору педагогических наук, профессору, Соломонову Владимиру Александровичу, кандидату психологических наук, доценту, — работникам того же учреждения; Берулаве Михаилу Михайловичу, доктору психологических наук, профессору негосударственного образовательного учреждения высшего профессионального образования «Университет Российской академии образования», Савельевой Марианне Владимировне, кандидату медицинских наук, профессору, — работнику того же учреждения, — за комплекс учебных пособий «Социальная психология управления».
11. Ященко Ивану Валериевичу, кандидату физико-математических наук, исполнительному директору негосударственного образовательного учреждения «Московский Центр непрерывного математического образования», Голенищевой-Кутузовой Татьяне Игоревне, Сосинскому Алексею Брониславовичу, кандидатам физико-математических наук, преподавателям, Торхову Юрию Николаевичу, главному редактору издательства, Фурину Виктору Владимировичу, заместителю директора, — работникам того же учреждения; Высоцкому Ивану Ростиславовичу, заведующему лабораторией государственного автономного образовательного учреждения высшего профессионального образования города Москвы «Московский институт открытого образования», Путимцеву Дмитрию Александровичу, директору центра, Семенову Андрею Викторовичу, кандидату педагогических наук, заведующему лабораторией, — работникам того же учреждения; Арнольду Виталию Дмитриевичу, учителю государственного бюджетного образовательного учреждения Московской гимназии на Юго-Западе № 1543; Блинкову Александру Давидовичу, заместителю директора государственного бюджетного образовательного учреждения города Москвы центра образования № 218, — за работу «Учебно-методическая поддержка системы развития математической одаренности школьников».
12. Лазареву Валерию Семеновичу, доктору психологических наук, профессору, академику Российской академии образования, директору федерального государственного научного учреждения «Институт инновационной деятельности в образовании» Российской академии образования; Мартиросяну Борису Пастеровичу, доктору педагогических наук, профессору, академику Российской академии образования, заместителю президента Российской академии образования, — за учебное издание «Педагогическая инноватика».
13. Филипповой Людмиле Васильевне, доктору философских наук, профессору, заведующей кафедрой федерального государственного бюджетного образовательного учреждения высшего профессионального образования «Нижегородский государственный архитектурно-строительный университет», Большеву Андрею Сергеевичу, кандидату медицинских наук, заведующему кафедрой, Чеджемовой Елене Вениаминовне, старшему преподавателю, Вербовской Елене Владимировне, Кондрашовой Людмиле Юрьевне, Чистяковой Марине Александровне, доцентам, кандидатам педагогических наук, Дрягаловой Елене Александровне, заведующей лабораторией, Молостовой Наталье Юрьевне, доценту, кандидату психологических наук, Лебедеву Юрию Александровичу, доктору философских наук, профессору, декану факультета, Филиппову Юрию Владимировичу, доктору педагогических наук, профессору, начальнику управления, — работникам того же учреждения, — за комплект учебных пособий «Педагогические технологии содействия развитию детей».
14. Ковальчуку Михаилу Валентиновичу, доктору физико-математических наук, профессору, члену-корреспонденту Российской академии наук, директору федерального государственного бюджетного учреждения "Национальный исследовательский центр «Курчатовский институт», Кашкарову Павлу Константиновичу, доктору физико-математических наук, профессору, заместителю директора, Орлову Валерию Георгиевичу, кандидату физико-математических наук, доценту, начальнику управления, Яцишиной Екатерине Борисовне, заместителю директора, — работникам того же учреждения; Кудрявцеву Николаю Николаевичу, доктору физико-математических наук, профессору, члену-корреспонденту Российской академии наук, ректору федерального государственного автономного образовательного учреждения высшего профессионального образования «Московский физико-технический институт (государственный университет)»; Нарайкину Олегу Степановичу, доктору технических наук, профессору, члену-корреспонденту Российской академии наук, исполняющему обязанности заместителя директора федерального государственного бюджетного учреждения науки Института кристаллографии им. А. В. Шубникова Российской академии наук; Садовничему Виктору Антоновичу, доктору физико-математических наук, профессору, академику Российской академии наук, ректору федерального государственного бюджетного образовательного учреждения высшего профессионального образования «Московский государственный университет имени М. В. Ломоносова», Занавескиной Ирине Сергеевне, Форшу Павлу Анатольевичу, кандидатам физико-математических наук, доцентам, Кульбачинскому Владимиру Анатольевичу, доктору физико-математических наук, профессору, — работникам того же учреждения, — за работу «Создание инновационной научно-образовательной системы междисциплинарной подготовки кадров в области конвергентных нано-, био-, информационных и когнитивных технологий».
15. Берлину Александру Александровичу, доктору химических наук, академику Российской академии наук, директору федерального государственного бюджетного учреждения науки Института химической физики им. Н. Н. Семенова Российской академии наук, Бучаченко Анатолию Леонидовичу, доктору химических наук, академику Российской академии наук, заведующему отделом, Саркисову Олегу Михайловичу, заместителю директора, Трахтенбергу Леониду Израйлевичу, главному научному сотруднику, докторам физико-математических наук, Шубу Борису Рувимовичу, доктору химических наук, заведующему лабораторией, профессорам, — работникам того же учреждения; Мельникову Михаилу Яковлевичу, доктору химических наук, профессору, главному научному сотруднику химического факультета федерального государственного бюджетного образовательного учреждения высшего профессионального образования «Московский государственный университет имени М. В. Ломоносова», — за научно-практическую разработку «Индивидуализированная многоуровневая система подготовки специалистов высшей квалификации в области естественных наук».
16. Емельянову Станиславу Васильевичу, доктору технических наук, профессору, академику Российской академии наук, советнику Российской академии наук; Кудрявцеву Льву Дмитриевичу (посмертно), доктору физико-математических наук, профессору, члену-корреспонденту Российской академии наук, советнику федерального государственного бюджетного учреждения науки Математического института им. В. А. Стеклова Российской академии наук; Яголе Анатолию Григорьевичу, доктору физико-математических наук, профессору физического факультета федерального государственного бюджетного образовательного учреждения высшего профессионального образования «Московский государственный университет имени М. В. Ломоносова», Фомичеву Василию Владимировичу, доктору физико-математических наук, профессору факультета вычислительной математики
и кибернетики, — работнику того же учреждения; Кузнецовой Татьяне Анатольевне, кандидату физико-математических наук, доценту федерального государственного бюджетного образовательного учреждения высшего профессионального образования «Московский государственный технический университет радиотехники, электроники и автоматики», Лазареву Виктору Андреевичу, доценту, заместителю начальника отдела, Розановой Светлане Алексеевне, профессору, докторам педагогических наук, — работникам того же учреждения; Сенашенко Василию Савельевичу, доктору физико-математических наук, профессору федерального государственного бюджетного образовательного учреждения высшего профессионального образования «Российский университет дружбы народов»; Вельмисову Петру Александровичу, доктору физико-математических наук, профессору, заведующему кафедрой федерального государственного бюджетного образовательного учреждения высшего профессионального образования «Ульяновский государственный технический университет»; Данилаеву Петру Григорьевичу, доктору физико-математических наук, профессору, заведующему кафедрой федерального государственного бюджетного образовательного учреждения высшего профессионального образования «Казанский национальный исследовательский технический университет им. А. Н. Туполева — КАИ», — за работу «Разработка и внедрение научно-методического комплекса организационных и научно-практических мероприятий, обеспечивающих повышение качества математического образования студентов инженерно-технических направлений и специальностей».
17. Позднееву Борису Михайловичу, доктору технических наук, профессору, заведующему кафедрой федерального государственного бюджетного образовательного учреждения высшего профессионального образования "Московский государственный технологический университет «СТАНКИН», Климанову Вячеславу Петровичу, доктору технических наук, профессору, Косульникову Юрию Алексеевичу, доценту, Сосенушкину Сергею Евгеньевичу, кандидату технических наук, директору центра, — работникам того же учреждения; Крупа Татьяне Викторовне, кандидату психологических наук, заместителю директора общества с ограниченной ответственностью «1С», Нуралиеву Борису Георгиевичу, кандидату экономических наук, директору, — работнику того же общества с ограниченной ответственностью; Куракину Дмитрию Владимировичу, доктору технических наук, профессору, ведущему научному сотруднику федерального государственного автономного учреждения «Государственный научно-исследовательский институт информационных технологий и телекоммуникаций»; Просвиркину Владимиру Николаевичу, доктору педагогических наук, директору государственного бюджетного образовательного учреждения города Москвы Центра образования «Школа здоровья» № 1679; Ситниковой Надежде Александровне, кандидату педагогических наук, доценту, декану факультета негосударственного образовательного учреждения высшего профессионального образования «Университет Российской академии образования»; Сутягину Максиму Валерьевичу, кандидату технических наук, начальнику отдела негосударственного образовательного учреждения «Институт повышения квалификации и профессиональной переподготовки руководящих кадров» открытого акционерного общества «Газпром», — за инновационную разработку «Обеспечение качества и конкурентоспособности российской системы образования на основе разработки и внедрения комплекса национальных стандартов по информационно-коммуникационным технологиям в образовании».
18. Гурову Виктору Сергеевичу, доктору технических наук, профессору, ректору федерального государственного бюджетного образовательного учреждения высшего профессионального образования «Рязанский государственный радиотехнический университет», Зимину Алексею Александровичу, кандидату экономических наук, первому проректору, Дубкову Михаилу Викторовичу, Пушкину Виктору Анатольевичу, кандидатам технических наук, доцентам, проректорам, — работникам того же учреждения; Воротилину Михаилу Сергеевичу, кандидату технических наук, доценту, заместителю директора Института высокоточных систем им. В. П. Грязева федерального государственного бюджетного образовательного учреждения высшего профессионального образования «Тульский государственный университет», Полякову Евгению Павловичу, декану факультета, Чукову Александру Николаевичу, директору института, Соловьеву Александру Эдуардовичу, декану факультета, докторам технических наук, профессорам, — работникам того же учреждения; Кирюшкину Игорю Николаевичу, доктору технических наук, исполняющему обязанности начальника отдела федерального государственного унитарного предприятия «Российский федеральный ядерный центр — Всероссийский научно-исследовательский институт экспериментальной физики»; Макаровцу Николаю Александровичу, доктору технических наук, профессору, генеральному директору — генеральному конструктору федерального государственного унитарного предприятия "Государственное научно-производственное предприятие «Сплав», — за организационно-практическую работу «Инновационные технологии создания высокоэффективной образовательной среды непрерывной многоуровневой подготовки кадров для оборонно-промышленного комплекса России».
19. Плутенко Андрею Долиевичу, доктору технических наук, профессору, исполняющему обязанности ректора федерального государственного бюджетного образовательного учреждения высшего профессионального образования «Амурский государственный университет»; Свинаренко Андрею Геннадьевичу, генеральному директору Фонда инфраструктурных и образовательных программ, Яблонскене Наталье Леонидовне, кандидату исторических наук, руководителю отдела, — работнику того же фонда; Гаврилову Сергею Александровичу, доктору технических наук, профессору, проректору федерального государственного бюджетного образовательного учреждения высшего профессионального образования "Национальный исследовательский университет «МИЭТ», Крупкиной Татьяне Юрьевне, Путре Михаилу Георгиевичу, декану факультета, докторам технических наук, профессорам, — работникам того же учреждения; Когану Ефиму Яковлевичу, доктору физико-математических наук, профессору, научному руководителю Приволжского филиала федерального государственного автономного учреждения «Федеральный институт развития образования»; Кутузову Владимиру Михайловичу, доктору технических наук, профессору, ректору федерального государственного бюджетного образовательного учреждения высшего профессионального образования «Санкт-Петербургский государственный электротехнический университет „ЛЭТИ“ им. В. И. Ульянова (Ленина)»; Шурыгину Юрию Алексеевичу, доктору технических наук, профессору, ректору федерального государственного бюджетного образовательного учреждения высшего профессионального образования «Томский государственный университет систем управления и радиоэлектроники», Малютину Николаю Дмитриевичу, доктору технических наук, профессору, начальнику научного управления, — работнику того же учреждения, — за работу «Система организации образовательных ресурсов для обеспечения прямых запросов рынка труда в кадровом сопровождении новых и быстроразвивающихся наукоемких производств».
20. Сайбединову Шайдуле Геляджейтиновичу, директору областного государственного автономного общеобразовательного учреждения «Губернаторский Светленский лицей», — за научно-педагогическую разработку «Путь к нетакой школе. Многоуровневое обучение в новом содержании образования как эффективная модель в развитии современной школы».